# Chäller
Chäller (* 26. September 1984 als Yves Keller in Schaffhausen) ist ein Schweizer Radiomoderator, Comedian, Bauchredner und -sänger.

## Karriere
Keller erlangte 2004 an der Kantonsschule Schaffhausen die Matur und begann noch im selben Jahr ein Volontariat bei Radio Munot. 2008 absolvierte er die Schweizer Journalistenschule MAZ in Luzern. 2009 wechselte er zum Ostschweizer Radiosender FM1 und präsentierte während rund acht Jahren die Morgenshow Wachmacher, wo er das «Chällerfon» etablierte. Diese Scherzanrufe werden unterdessen von sieben verschiedenen Schweizer Radiostationen (FM1, Radio Pilatus, Radio Argovia, Bern1, Radio 32, Radio BeO, Radio Munot) gespielt, die zusammen täglich rund 900'000 Hörer erreichen (2. Semester 2022). Von 2018 bis 2019 moderierte Chäller das Blick Live Quiz, eine Quiz-App, die von Ringier lanciert wurde. Im Dezember 2022 erschien sein Buch «Der Schweizer Weg zum Erfolg», für das er verschiedene erfolgreiche Schweizerinnen und Schweizer, wie Doris Leuthard, Bertrand Piccard oder Andreas Caminada interviewte.

## Comedy
2016 trat Chäller mit seinem ersten Comedyprogramm „Geile Scheiss“ auf. Es folgten „Radioaktiv“ (2018) und „The Chäller Family“ (2020). Sein Programm „The Chäller Family“ ist eine Mischung aus Stand-up und Bauchreden, weshalb er sich als Stand-up-Bauchredner bezeichnet. Der erfolgreichste Bauchredner der Schweiz, Urs Kliby nannte Chäller seinen Nachfolger.

## Auszeichnungen
2017 wurde Chäller vom Arosa Humorfestival in die Liga der „4 Young Talents“ aufgenommen, 2019 schaffte er es ins Finale des Comedy Battles von Das Zelt und gewann den Preis „Comedy des Jahres“ an der Schaffhauser Sportler- und Künstlergala. 2021 erhielt er den mit 15'000 Franken dotierten Preis „Open Stage Award“ von Swisscom blue TV als bester Schweizer Comedian. Bei dieser Auszeichnung erhielt er als zusätzlichen Gewinn eine Verpflichtung beim „Comedy Club“ von Das Zelt. 2022 war Chäller in der Sparte Online für einen Swiss Comedy Award nominiert.